# متحف أوغسطين
متحف أوغسطين هو متحف للفنون الجميلة في تولوز بفرنسا يحتفظ بمجموعة من المنحوتات واللوحات من العصور الوسطى حتى أوائل القرن العشرين.اللوحات المتواجدة بالمتحف من جميع أنحاء فرنسا ،المنحوتات تمثل الثقافة الأوكيتانية للمنطقة مع مجموعة غنية بشكل خاص من المنحوتات الرومانسكية.